# Neil Bartlett
Neil Bartlett (Newcastle upon Tyne, 15 de setembro de 1932 — Walnut Creek, 5 de agosto de 2008) foi um químico inglês naturalizado norte-americano, especializado em flúor, e que tornou-se conhecido por criar o primeiro composto de gás nobre. Lecionou química na Universidade da Califórnia em Berkeley.

## Biografia
O interesse de Bartlett na química começou num experimento na Heaton Manor School quando tinha apenas 12 anos de idade, na qual preparou “belos e bem-formados” cristais pela reação de hidróxido de amônio com sulfato de cobre (II). Explorou a química construindo um laboratório improvisado na casa de seus pais, usando reagentes e vidrarias. Passou a frequentar a Universidade de Durham, no Reino Unido, onde obteve o diploma de bacharel em ciências (1954) e depois o doutorado (1958).
Em 1958 a carreira de Bartlett começou ao ser nomeado professor de química na Universidade da Colúmbia Britânica, em Vancouver, no Canadá, onde chegaria ao cargo de professor titular. Durante este tempo na universidade fez a descoberta de que os gases nobres eram reativos o suficiente para poder formarem compostos. Permaneceu lá até 1966, quando então se mudou para a Universidade de Princeton como professor de química e membro pesquisador dos Laboratórios Bell. Chegou a ser integrante do departamento de química da Universidade da Califórnia em 1969 como professor de química até sua aposentadoria em 1993. Também fez parte da equipe de pesquisas do Laboratório Nacional Lawrence Berkeley de 1969 a 1999. Em 2000 se naturalizou cidadão dos Estados Unidos. Morreu em consequência de um aneurisma da aorta.

## Pesquisa
A especialidade de Bartlett era a química do flúor e seus compostos. Em 1962 Bartleet preparou um dos primeiros compostos de gases nobres, hexafluoroplatinado de xenônio Xe+[PtF6]−. Isto contradisse os modelos estabelecidos sobre a natureza da valência, acreditava-se que todos os gases nobres fossem totalmente inertes a qualquer combinação química. Subsequentemente produziu e reproduziu vários outros fluoretos de xenônio: XeF2, XeF4, e XeF6.

## Prêmios
Em 1973 foi nomeado membro da Royal Society. Em 1976 recebeu o Prêmio Welch de Química pela síntese de compostos de gases nobre e como consequência a abertura para novas fronteiras de pesquisa na química inorgânica. Em 1979 foi honrado como associado estrangeiro da Academia Nacional de Ciências dos Estados Unidos. Em 2006 a sua pesquisa foi designada juntamente pela American Chemical Society e Canadian Society for Chemistry como um International Historic Chemical Landmark na Universidade da Colúmbia Britânica, em reconhecimento à significância científica para a compreensão da ligação química.